# Möbius-függvény
A Möbius-függvény egy multiplikatív számelméleti függvény, jelölése:{\displaystyle \!\,\mu (n)}.
Fontos szerepet játszik a számelméletben és a kombinatorikában. Nevét August Ferdinand Möbius német matematikusról kapta, aki 1831-ben definiálta.

## Definíció
μ(n) minden pozitív egészre definiálva van, értéke a {\displaystyle \{-1,0,1\}} halmazból kerül ki. A függvény értéke n prímfelbontásától függ az alábbi módon:
- μ(n) =  1 ha n négyzetmentes, és a prímtényezők száma páros.
- μ(n) = ‒1 ha n négyzetmentes, és a prímtényezők száma páratlan.
- μ(n) =  0 ha n nem négyzetmentes.

Megegyezés szerint μ(1) =  1.
Négyzetmentesnek nevezünk egy számot, ha a prímtényezős felbontásában minden prím kitevője 1, vagyis a szám nem osztható négyzetszámmal.
Az alábbi kép az első 50 pozitív egész esetén mutatja a függvény grafikonját:

## Tulajdonságok, felhasználása
A Möbius-függvény multiplikatív (tehát μ(ab) = μ(a) μ(b), ha a és b relatív prímek). Egy szám pozitív osztói Möbius-függvényértékeinek összege nulla, kivéve az n = 1 esetet:
{\displaystyle \sum _{d|n}\mu (d)=\left\{{\begin{matrix}1&{\mbox{ ha }}n=1\\0&{\mbox{ ha }}n>1\end{matrix}}\right.}
(Ennek az egyik következménye, hogy minden nemüres véges halmaznak ugyanannyi páros számú elemet tartalmazó részhalmaza van, mint páratlan számú elemet tartalmazó.) Ez elvezet a Möbius-féle megfordítási formulához (Möbius-féle inverziós formula), és a fő oka annak, hogy μ szerepet kap a multiplikatív és aritmetikai függvények elméletében.
A μ(n) függvényt a kombinatorikában a Pólya-féle formulával összefüggésben használják.
A számelméletben egy kapcsolódó aritmetikai függvény a Mertens-függvény:
{\displaystyle M(n)=\sum _{k=1}^{n}\mu (k)},
minden n természetes számra.
A Mertens-függvény szorosan kapcsolódik a Riemann-sejtéshez.
A Möbius-függvény Lambert-sora:
{\displaystyle \sum _{n=1}^{\infty }{\frac {\mu (n)q^{n}}{1-q^{n}}}=q.}
A Möbius-függvény generátorfüggvényének Dirichlet-sora a Riemann-féle zéta-függvény multiplikatív inverze:
{\displaystyle \sum _{n=1}^{\infty }{\frac {\mu (n)}{n^{s}}}={\frac {1}{\zeta (s)}},}
ahogy az az Euler-féle szorzatformulából látható:
{\displaystyle {\frac {1}{\zeta (s)}}=\prod _{p\in \mathbb {P} }{\left(1-{\frac {1}{p^{s}}}\right)}=\left(1-{\frac {1}{2^{s}}}\right)\left(1-{\frac {1}{3^{s}}}\right)\left(1-{\frac {1}{5^{s}}}\right)\dots .}
A Möbius-függvény értéke faktorizálás nélkül is kiszámítható:
{\displaystyle \mu (n)=\sum _{\stackrel {1\leq k\leq n}{\gcd(k,\,n)=1}}e^{2\pi i{\tfrac {k}{n}}},}
vagyis μ(n) a primitív n-edik egységgyökök összege.
Következik, hogy a Mertens-függvény:
{\displaystyle M(n)=\sum _{a\in {\mathcal {F}}_{n}}e^{2\pi ia}} ahol {\displaystyle {\mathcal {F}}_{n}} az n-edik Farey-sorozat.
Az n-edik Farey-sorozat a tovább nem egyszerűsíthető legfeljebb n nevezőjű és számlálójú törtek növekvő sorozata.
A képletet a Franel-Landau-tétel bizonyításához is felhasználják.
Gauss bizonyította, hogy egy p prím primitív egységgyökeinek összege kongruens μ(p − 1) -gyel mod p.

## Általánosítása
Gian-Carlo Rota 1964-ben kiterjesztette a Möbius-függvény fogalmát véges, részbenrendezett halmazokra.
Ha {\displaystyle (V,\leq )} véges, részbenrendezett halmaz, akkor {\displaystyle \mu (x,y)} az egyetlen olyan {\displaystyle V\times V}-n értelmezett függvény, amire teljesül, hogy
{\displaystyle \mu (x,x)=1,(x\in V)};
{\displaystyle \mu (x,y)=0,(x>y)};
{\displaystyle \sum _{x\leq y\leq z}\mu (x,y)=0(x<z)}.

## Inverz reláció
A Möbius-függvény inverz relációjában több nevezetes számsorozat is felbukkan:
μ(n) =  0 akkor és csak akkor, ha n osztható legalább egy egytől különböző négyzetszámmal. Az első néhány ilyen szám:
4,  8,  9, 12, 16, 18, 20, 24, 25, 27, 28, 32, 36, 40, 44, 45, 48, 49, 50, 52, 54, 56, 60, 63, …
Ha n prím, akkor μ(n) =  −1, fordítva viszont nem igaz. A 30 = 2·3·5 az első olyan szám, amire μ(n) =  −1, és nem prím.
Az első néhány, három különböző prímtényező szorzatára bontható szám (szfenikus számok):
30,  42,  66,  70,  78, 102, 105, 110, 114, 130, 138, 154, 165, 170, 174, 182, 186, 190, 195, 222, …
és az első néhány, öt különböző prímtényező szorzatára bomló szám:
2310, 2730, 3570, 3990, 4290, 4830, 5610, 6006, 6090, 6270, 6510, 6630, 7410, 7590, 7770, 7854, 8610, 8778, 8970, 9030, 9282, 9570, 9690, …

## Kiszámítása
- A Mathematica programban MoebiusMu néven érhető el a függvény.
- Möbius Function. (Hozzáférés: 2025. március 4.)